# Furtadoa
Furtadoa, biljni rod iz porodice kozlačevki smješten u tribus Homalomeneae. Postoje 3 priznate vrste malenih zimzelenih reofita sa Malajskog poluotoka i Sumatre

## Vrste
1. Furtadoa indrae P.C.Boyce & S.Y.Wong
2. Furtadoa mixta (Ridl.) M.Hotta
3. Furtadoa sumatrensis M.Hotta